# МойОфис
МойОфис — российский пакет офисных приложений для корпоративных коммуникаций и работы с документами. Состоит из облачного хранилища, приложений для работы с текстом, электронными таблицами и презентациями, клиента электронной почты, почтового сервера, служб для работы с персональными и корпоративными контактами, онлайн-календаря, мессенджера с аудио- и видеосвязью.
В основу продуктов МойОфис заложена концепция кроссплатформенной совместной работы. Приложения поддерживают работу на всех популярных платформах и различных устройствах и могут быть установлены как в частном, так и в публичном облаке заказчика. Продукт совместим с большинством современных программных и аппаратных платформ, в том числе адаптирован к работе на отечественных платформах МЦСТ «Эльбрус», «Байкал» и «Аврора».
Продукты МойОфис включены в Единый реестр российских программ для электронных вычислительных машин и баз данных, полностью соответствуют законодательству РФ и дополнительным требованиям к офисному ПО, согласно постановлению Правительства № 325 от 23 марта 2017 года. Приложения ориентированы на коммерческих и государственных заказчиков, сертифицированы на соответствие требованиям по информационной безопасности ФСТЭК, ФСБ и МО РФ и могут применяться для работы с конфиденциальной информацией и сведениями, составляющими государственную тайну.
Разработка МойОфис ведётся российской компанией «Новые Облачные Технологии» на средства частных инвесторов. Весной 2019 года в состав акционеров вошла «Лаборатория Касперского», по состоянию на апрель 2025 года у нее 68,8% акций компании.

## История
Разработка приложений МойОфис стартовала летом 2013 года. Возглавлявший работу над проектом Дмитрий Комиссаров утверждал, что сформулировал концепцию платформы «МойОфис» в 2008—2009 годах, наблюдая за развитием «Документов Google». В команду из более 100 человек вошли программисты, работавшие над текстовым редактором «Лексикон» и приобретённым Google в 2012 году Quickoffice.. В марте 2014 года было зарегистрировано ООО «Новые Облачные Технологии» с уставным капиталом 1 млн рублей.
О предстоящем запуске и начале закрытого тестирования объявили весной 2015 года. В июне компания представила проект на конкурс стартапов конференции Startup Village 2015 в инновационном центре «Сколково», а затем на конкурс Министерства связи и массовых коммуникаций в качестве претендента на грантовую поддержку замещения иностранного программного обеспечения. Startup Village принёс платформе МойОфис грант IBM номиналом 120 тысяч долларов на использование облачной инфраструктуры корпорации, на конкурсе Минкомсвязи она заняла 3 место в категории пользовательского офисного программного обеспечения. По итогам года российское издание журнала PC Magazine включило МойОфис в число наиболее примечательных российских разработок.
29 февраля 2016 года начались продажи продуктов «МойОфис Стандартный» и «МойОфис Почта» через партнёрскую сеть. 9 марта 2016 года в продажу поступили «МойОфис Частное облако» и «МойОфис Профессиональный», которые вошли в реестр российского программного обеспечения Минкомсвязи России. Таким образом, они получили преференции при закупках государственными органами и учреждениями, которым согласно постановлению Правительства России № 1236 от 16 ноября 2015 года с 1 января 2016 года запрещено приобретение иностранного ПО при наличии в реестре аналогов. Тогда же, в марте 2016 года, компания подписала партнёрское соглашение, согласно которому офисный пакет предустанавливался на компьютеры, выпускаемые компанией iRU.
В 2016 году компания выпустила мобильные приложения для своих продуктов. В июне было выпущено приложение на базе российской сборки операционной системы Tizen, в октябре бесплатное приложение «МойОфис Документы» стало доступно на платформах iOS и Android.
В конце 2017 года партнёрская сеть МойОфис включала 800 компаний, а в 2019-м — уже более 1300. Среди покупателей МойОфис такие компании, как «Почта России», «Российские железные дороги», ВГТРК, «Аэрофлот» и др., из министерств и ведомств — Администрация Президента РФ, Росгвардия, Министерство транспорта РФ, Гохран РФ, Министерство связи и массовых коммуникаций РФ, Федеральная служба по труду и занятости РФ и еще более 20 федеральных и региональных органов исполнительной власти. В 2019 году Росгвардия докупила 23 000 лицензий МойОфис к имеющимся 37 000 и стала самым крупным заказчиком «Новых Облачных Технологий».
В мае 2019 года стало известно о сделке с «Лабораторией Касперского» — разработчик антивирусного ПО купил 29,5 % акций «Новых Облачных Технологий», компании-владельца МойОфис, сумма сделки не раскрывается. 
Осенью 2019 года было объявлено о сотрудничестве «Новых Облачных Технологий» с африканскими странами Бурунди и Демократической Республикой Конго. Правительство Республики Бурунди приобрело 300 лицензий российского офисного пакета МойОфис. Договор c Демократической Республикой Конго предусматривает возможность передачи лицензий офисного пакета МойОфис, поддержки создания государственных и корпоративных облачных инфраструктур внутри ДР Конго, а также поддержки образовательных инициатив.
В начале 2022-го «Лаборатория Касперского» стала основным владельцем, её доля достигла около 61%. Позже «Лаборатория Касперского» выкупила еще часть акций миноритариев и увеличила долю в компании до 68,8%.
В 2024 году основатель и один из акционеров «Новых Облачных Технологий» Дмитрий Комиссаров пожаловался в Facebook на кадровую чехарду: из компании уволили 11 топ-менеджеров, включая гендиректора Павла Калякина, а также коммерческого директора и технического директора. Со слов Комиссарова, проработавшего два года Калякина уволили в августе и на его место назначили выходца из «Лаборатории Касперского» Вячеслава Закоржевского. По словам Комиссарова, названная тройка директоров за два года руководства понесла убытки в 10 млрд рублей, а выручка компании за 2023 год упала с 3,3 млрд рублей до 1,8 млрд рублей при росте общего рынка на 35%. На финансовые результаты 2024 года Комиссарова выдвинул аналогичный прогноз, однако он не оправдался. По словам текущего генерального директора компании Вячеслава Закоржевского, по итогам 2024 года МойОфис нарастил выручку на 7%, до двух миллиардов рублей, при этом численность численность сотрудников осталась на прежнем уровне. 

## Продукты
В апреле 2025 года компания представила обновленную продуктовую линейку. Продукты доступны клиентам в виде следующих решений: 
- «Чат и видеозвонки» — корпоративный мессенджер с инструментами для совместной работы. Включает в себя мессенджер, видеоконференции, вебинары, календарь и инструменты для совместного редактирования документов, с поддержкой веб- и мобильных приложений.
- «Документы Онлайн» — корпоративное решение для совместной работы с документами. Включает веб-редакторы текста, таблиц, презентаций, интерактивную доску и облачное хранилище. Поддерживает одновременную работу до 50 пользователей, безопасный обмен файлами и доступ с любых устройств.
- «Документы Настольные» — пакет офисных приложений для работы с текстами, таблицами и презентациями, совместимый с популярными форматами документов. Включает редакторы PDF и инструмент синхронизации, поддерживает российские и зарубежные ОС.
- «Почта для организаций» — корпоративная почтовая система для работы с письмами, календарями и задачами. Включает веб- и мобильные клиенты, обеспечивает быстрое развертывание и удобное администрирование. Подходит для среднего и крупного бизнеса, а также для крупных компаний и госучреждений.
- Сертифицированные решения — решения для безопасной работы с документами, почтой и коммуникациями. Включает почтовые системы (до 1 млн пользователей), защищенные редакторы документов и платформу для видеоконференций с шифрованием данных. Соответствует требованиям ФСТЭК России для работы с конфиденциальной информацией.
- «МойОфис SDK» — комплект инструментов для интеграции офисных решений в корпоративные системы. Включает средство просмотра документов, автономный модуль редактирования, сервер совместной работы и Document API для автоматизации процессов. Оптимален для автоматизации бизнес-процессов с полным контролем данных.

Экосистема МойОфис объединяет все продукты в единую среду для максимально эффективной работы. Глубокая интеграция между решениями позволяет создавать сквозные сценарии: запускать видеоконференции из календаря, обсуждать документы прямо в чате, мгновенно сохранять почтовые вложения в облако и т.д. Продукты можно использовать как вместе, так и по отдельности, с гарантией совместимости и едиными обновлениями. 

## Мобильные приложения
В октябре 2016 года вышло мобильное приложение «МойОфис Документы», бесплатное для всех пользователей и доступное для скачивания в App Store и Google Play. Поддерживаются возможности по редактированию документов в форматах .doc, .docx, .odt, .xls, .xlsx, .ods, .rtf, .txt, а также просмотр файлов в .ppt, .pptx, .odp, .jpg, .gif и .tiff.
В июне 2016 года были представлены мобильные приложения «МойОфис Почта» и «МойОфис Документы», работающие на базе российской сборки операционной системы Tizen.
1 декабря 2016 года вышел мобильный клиент «МойОфис Почта». Приложение работает как с платформой МойОфис, так и с рядом других популярных почтовых сервисов, поддерживает авторизацию по протоколу OAuth2 и IMAP-почтовые ящики и умные папки.
В феврале 2019 года компания выпустила мобильное приложение «МойОфис Документы» для российской операционной системы «Аврора» (Sailfish Mobile OS RUS). Приложение полностью отвечает требованиям постановления Правительства РФ № 325.

## Модель бизнеса
«Новые Облачные Технологии» выступают только в роли вендора, дистрибуция программных продуктов организована через ключевых партнёров компании — «1С», Axoft, Merlion, «Монт» и «Ростелеком». В свою очередь, те работают с реселлерами (перепродающими «МойОфис» конечным пользователям), системными интеграторами (включающими офисный пакет в состав комплексных проектов), OEM-партнёрами (встраивающими его в другие программные продукты) и компаниями, предоставляющими доступ к платформе по модели SaaS. Вендор контролирует ценовую политику, обеспечивает обучение сотрудников компаний-партнёров, маркетинговую и техническую поддержку.
Платформа «МойОфис» позиционируется как альтернатива пакетам офисных приложений от Microsoft и Google с возможностью установки серверного программного обеспечения на аппаратное обеспечение организаций и запуска в «частном облаке» — и ориентирована на компании с высокими требованиями к информационной безопасности и государственный заказ.

## Безопасность
Продукты МойОфис сертифицированы во ФСТЭК России и Минобороны России, что позволяет применять их в значимых объектах критической информационной инфраструктуры 1 категории, в государственных информационных системах 1 класса защищенности, в автоматизированных системах управления производственными и технологическими процессами 1 класса защищенности, в информационных системах персональных данных при необходимости обеспечения 1 уровня защищенности персональных данных, в информационных системах общего пользования II класса, а также в информационных (автоматизированных) системах, в которых обрабатывается информация, содержащая сведения, составляющие государственную тайну. Компания «Новые Облачные Технологии» впервые в России получила сертификат ФСТЭК России на облачное решение, предназначенное для организации облачного хранения данных и коллективной работы с документами.
С 2015 года в цикл разработки ПО «МойОфис» интегрирован постоянный аудит информационной безопасности внешним контрагентом (Digital Security), направленный на общее повышение безопасности продуктов. Компания продолжает непрерывный пентест приложений, поиск бинарных уязвимостей (фаззинг) и ревью кода приложений для обеспечения высокого уровня защищённости всех программных продуктов МойОфис.

## Сертификация
ООО «Новые Облачные Технологии» имеет следующий набор лицензий:
- Лицензия ФСТЭК России (ТЗКИ) № 3059
- Лицензии ФСТЭК России (РиПСЗКИ) № 1548
- Лицензия ФСБ России (СКЗИ) № 397Н.

Продукты платформы «МойОфис» имеют следующие сертификаты:
- Сертификат ФСТЭК России № 3688 от 25.01.2017 на ПО «МойОфис Стандартный» по требованиям 4 НДВ (для ГИС и ИСПДн до 1 класса включительно)
- Сертификат ФСТЭК № 3877 от 08.02.2018 на ПО «МойОфис Стандартный» по требованиям 2 НДВ (до уровня «совершенно секретно» включительно)
- Сертификат Минобороны России № 3854 от 02.02.2018 на ПО «МойОфис Стандартный» по требованиям 2 НДВ (до уровня «совершенно секретно» включительно)
- Сертификат ФСТЭК России № 3763 от 23.06.2017 на ПО «Комплекс средств защиты платформы МойОфис» по требованиям 4 НДВ и ТУ (для ГИС и ИСПДн до 1 класса включительно)
- Сертификат ФСТЭК России № 4119 от 17.04.2019 на ПО «МойОфис Защищенное Облако» по требованиям 4 НДВ и ТУ (для ГИС и ИСПДн до 1 класса включительно).

## Критика
Компания МойОфис неоднократно сталкивалась с критикой своих приложений и сравнением относительно производительности других офисных решений. Некоторые пользователи считают свой опыт использования продукта не самым удачным и обращают внимание на следующие моменты:
1. Текстовый редактор «МойОфис Текст», по их мнению, не так удобен в использовании, потому что в нем отсутствует часть привычной функциональности Microsoft Word.
2. Электронные таблицы «МойОфис Таблицы» в некоторой функциональности уступают Excel. В частности, отмечают, что в таблицах МойОфис меньше формул, нет стилей, а также отсутствует навигационная панель с удобным списком фильтров.
3. В отдельных случаях производительность системы может падать при установке и запуске МойОфис
4. Бинарные форматы (.doc, .xls, .ppt) доступны только для чтения. При необходимости отредактировать такие файлы автоматически конвертируются и сохраняются в более современных форматах (.docx, .xlsx, .pptx).
5. Отсутствие полной совместимости с Microsoft Office: файлы, содержащие макрокоманды на VBA (Visual Basic for Applications) и проприетарные технологии, такие как ActiveX, могут открываться некорректно в МойОфис. Производитель в таких случаях рекомендует пользоваться внутренними инструментами редакторов МойОфис, для создания макрокоманд используется язык Lua.
Некоторые пользователи напоминают про возможность использования полностью бесплатных альтернатив с открытым исходным кодом, таких как LibreOffice или OpenOffice, также упоминается онлайн-офис OnlyOffice и WPS Office с отделом разработки, базирующимся в Китае. 

## Награды
- Лауреат премии «Приоритет-2016» в области импортозамещения в категории «Программное обеспечение»[35]
- Премия «Цифровые вершины» в номинации «Лучший сервис для организации работы с документами»[36]
- Финалист премии «Цифровые вершины» 2017 года в номинации «Лучшее мобильное приложение для руководителя»
- Обладатель премии IPRA Golden World Awards 2017 в категории «Запуск нового продукта» за коммуникационную кампанию по выводу на рынок линейки программных продуктов МойОфис «IT революция»[37]
- В 2017 году компания вошла в топ-100 крупнейших IT-компаний, работающих на российском рынке, по версии аналитического центра TAdviser[38]
- В 2018 году МойОфис стал финалистом конкурса «Road Show IT»
- Squadus PRO стал победителем TAdviser IT Prize[39]
- Продукт Squadus от компании МойОфис стал победителем в номинации «Лучшее цифровое рабочее пространство» на премии ComNews Awards 2024[40]
- В 2024 году Squadus PRO признан лучшим цифровым рабочим пространством по итогам ИТ-премии CNews Awards[41].

## Статьи
- Максим Спиридонов. Дмитрий Комиссаров (МойОфис): «Государство будет пользоваться нашим софтом». Секрет фирмы (11 ноября 2015). Дата обращения: 18 сентября 2016.
- Андрей Крупин. Сделано в России: обзор пакета офисных приложений «МойОфис». 3DNews (26 января 2016). Дата обращения: 18 сентября 2016.
- Олег Хохлов. Дмитрий Комиссаров («МойОфис»): «Действуя в лоб, Microsoft не сдвинуть» (рус.). Секрет фирмы (5 июня 2018).
- Юлия Степанова. Дмитрий Комиссаров: «Все любят свои секреты, и никто не любит их рассказывать» (рус.). Коммерсантъ (27 октября 2020).
- Марина Тюняева (Бочкарёва). Дмитрий Комиссаров: «Чучелом или тушкой, но мы заменим все зарубежное» (рус.). Ведомости (25 октября 2023).
- Екатерина Кинякина, Ника Сизова. Вячеслав Закоржевский: «Главное, чтобы силы уходили на «здесь и сейчас», а не «в стол» (рус.). Ведомости (23 декабря 2024).
- Светлана Белова. Татьяна Урсова, МойОфис: «Бизнес с нами — это возможность расти вместе» (рус.). IT Channel News (16 апреля 2025).